# Перунова
Перунова — деревня в Шадринском районе Курганской области России. Входит в состав Ольховского сельсовета.

## История
До 1917 года в составе Ольховской волости Шадринского уезда Пермской губернии. По данным на 1926 год состояла из 204 хозяйств. В административном отношении являлась центром Перуновского сельсовета Ольховского района Шадринского округа Уральской области.

## Население
| 1989 | 2002 | 2010 |
| ---- | ---- | ---- |
| 234  | ↘135 | ↘78  |

По данным переписи 1926 года в селе проживало 921 человек (391 мужчина и 530 женщин), в том числе: русские составляли 100 % населения.
Согласно результатам Всероссийской переписи населения 2002 года, в национальной структуре населения русские составляли 87 %.